# Heinrich von Wittek
Heinrich Ritter von Wittek (29 de enero de 1844 - 9 de abril de 1930) fue un político del Partido Socialcristiano austriaco. Sirvió como jefe del k.k. Ministerio de Ferrocarriles y como Ministro-Presidente de la Cisleitania durante cuatro semanas en 1899/1900.

## Biografía
Heinrich Wittek nació en Viena, capital del Imperio austriaco, siendo el mayor de los hijos de Johann Marzellin Wittek (1801-1876), un oficial del Ejército Imperial y Real, quien poco después del nacimiento de Heinrich fue elegido educador de los archiduques Habsburgo, los hijos del Archiduque Francisco Carlos. El chico creció en la corte austriaca y se hizo amigo especialmente del Archiduque Luis Víctor, hermano menor del emperador Francisco José I, quien era casi de la misma edad. Su padre fue ennoblecido en 1858 y elevado al rango hereditario de Ritter en 1871.

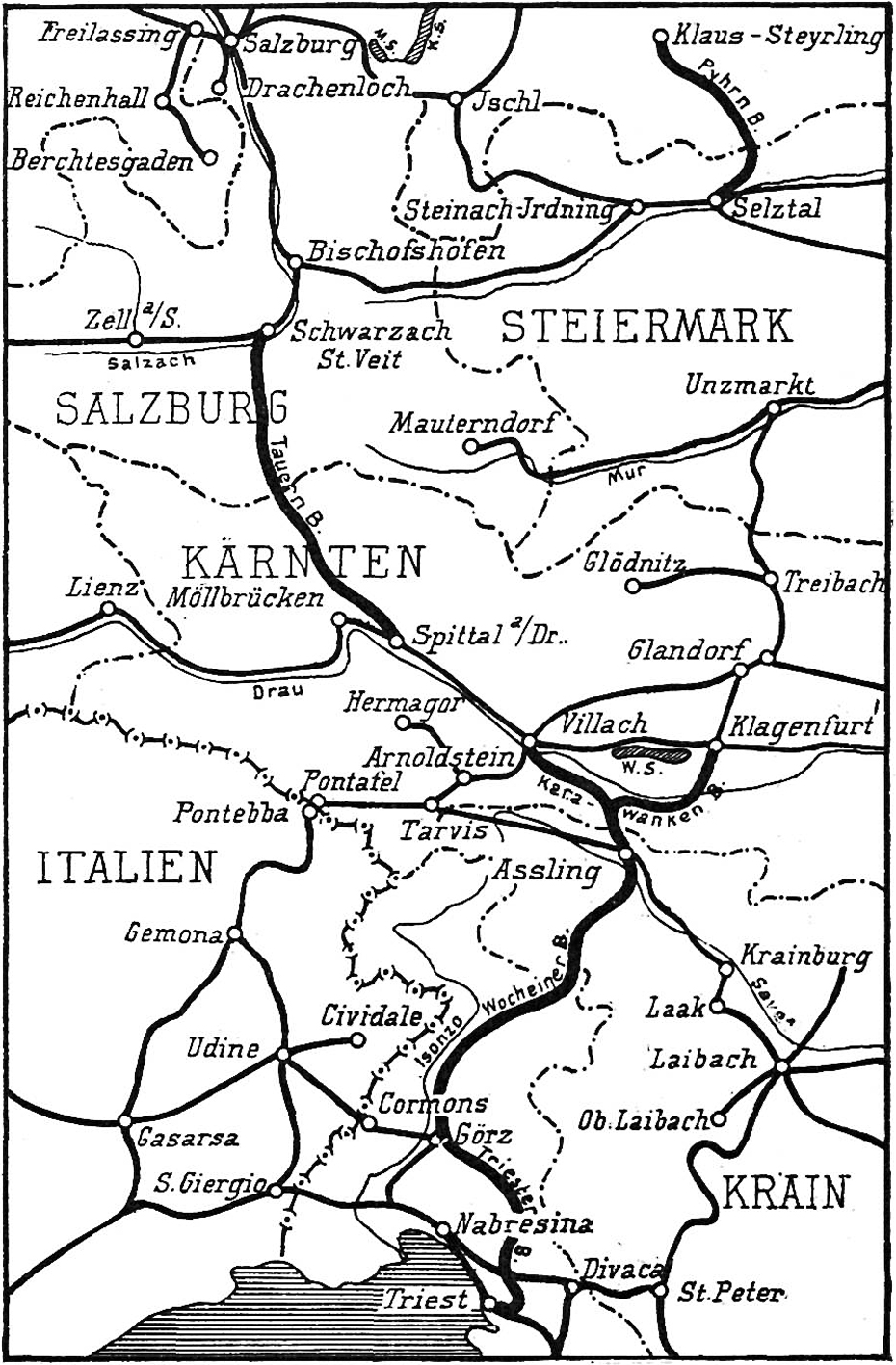
Mapa de los Nuevos Ferrocarriles Alpinos (1921).

Wittek asistió al Schottengymnasium vienés, donde obtuvo su grado Matura, y fue a estudiar derecho a la Universidad de Viena. Habiendo recibido su doctorado, inició una carrera como funcionario del estado en el Ministerio de Comercio Austriaco, donde estuvo involucrado en el establecimiento de los Ferrocarriles del Estado Imperiales-Reales Austriacos a lo largo de la Gran Depresión a partir de 1873. Como un probado experto, fue promovido a la cabeza del departamento de ferrocarriles en 1886 y lideró el ministerio por un breve periodo en 1895.
El 30 de noviembre de 1897, Wittek fue elegido Ministro de los Ferrocarriles en el gobierno austriaco del Ministro-Presidente Paul Gautsch von Frankenthurn, un puesto que mantuvo en los sucesivos gabinetes austriacos hasta el 1 de mayo de 1905. Con la dimisión del Conde Manfred von Clary-Aldringen el 21 de diciembre de 1899, también sirvió como Ministro-Presidente austriaco en funciones hasta la elección de Ernest von Koerber el 18 de enero de 1900.
Durante el tiempo de Wittek en el puesto, la red pública ferroviaria de los Ferrocarriles del Estado Imperiales-Reales Austriacos fue ampliada significativamente por un extenso programa de construcción, aprobado por el Consejo Imperial Austriaco en 1901, incluyendo las líneas alpinas de Bohinj y Tauern. Wittek también es acreditado con la mejora de las condiciones sociales de los empleados ferroviarios. Sin embargo, como los proyectos de construcción sufrieron sobrecostes sustanciales, perdió apoyo y finalmente entregó su dimisión el 1 de mayo de 1905.
Unos pocos días más tarde, su colega de partido, el alcalde Karl Lueger lo hizo ciudadano honorario de Viena. El 16 de agosto fue elegido noble vitalicio de la Cámara de los Señores Austriaca por el emperador Francisco José I. En las elecciones legislativas de 1907, sucedió al alcalde Karl Lueger como miembro del Partido Socialcristiano de la Cámara de Diputados. 
Wittek murió en Viena y fue enterrado en el Cementerio Hietzinger.

## Enlacex externos
- Entry on Aeiou Encyclopedia
- Ottův slovník naučný nové doby (enlace roto disponible en Internet Archive; véase el historial, la primera versión y la última). (en checo)

| Predecesor: Manfred von Clary-Aldringen | Ministro-Presidente de Austria 1899-1900 | Sucesor: Ernest von Koerber |

- Datos: Q85225
- Multimedia: Heinrich von Wittek / Q85225